# Pierre-Yves Trémois
Pierre-Yves Trémois, né le 8 janvier 1921 à Paris et mort le 16 août 2020 à Saint-Nom-la-Bretèche, est un dessinateur, peintre, graveur et sculpteur français.
Il était membre de l'Académie des beaux-arts.

## Biographie

### Famille
Lié à une famille d'éditeurs proches des artistes (les éditions Pierre Trémois), Pierre-Yves Trémois est le fils de l'homme de lettres Eugène Florimond « Edge » Trémois (1885-1963) et d'Yvonne Robiquet,.
Le 10 juin 1978, il épouse Catherine Lelièvre de Latouche.

### Formation
Après des études secondaires au lycée Janson-de-Sailly, il intègre l'École nationale supérieure des beaux-arts de Paris où il est élève de Fernand Sabatté.
Il obtient, en 1943, le premier grand prix de Rome de peinture. Il se consacre ensuite à la gravure au burin et à l'eau-forte. Il est pensionnaire de la Casa de Velázquez de 1951 à 1952 à Madrid où il intègre la 22e promotion d'artistes.

### Mort
Il meurt à 99 ans, le 16 août 2020 à Saint-Nom-la-Bretèche.

## Œuvre
Les oeuvres de Trémois sont recensées dans son catalogue raisonné, elles incluent: 
- des œuvres graphiques : peintures, gravures (son œuvre est estimée à plus de mille gravures[8]), dessins, où la ligne domine ;
- des « Grands Livres illustrés » avec pour auteurs Henry de Montherlant, Jean Rostand, Federico Fellini, Tournier, Paul Claudel, Jean Giono, Nietzsche… édités par Gallimard, Flammarion, Laffont, J. Foret, Lefebvre…
- des sculptures en bronze poli et bronze patiné, représentant des animaux et des humains ;
- des céramiques gravées dans l'argile et émaillées ;
- des objets et bijoux en or gravé.

### «Grands livres illustrés»
- Paul Vialar, La Grande Meute, 1945
- Longus, Daphnis et Chloé, Les Bibliophiles Franco-Suisses, 1948, tiré à 125 ex. numérotés
- Stéphane Mallarmé, L’Après-midi d’un faune, 1948
- Paul Claudel, L’Annonce faite à Marie, 1950
- Émile Verhaeren, Almanach, cahier de vers, Société de Saint Éloy, 1951 Chaque mois de l'année est illustré par un artiste différent : Paul Adrien Bouroux, Paul Baudier, Jean Frélaut, Eugène Corneau, Henry Cheffer, Adolphe Beaufrère, Camille Paul Josso, Pierre-Yves Trémois, Paul Lemagny, Robert Jeannisson, et André Vahl.
- Henry de Montherlant, Pasiphae, 1953
- Marcel Jouhandeau, Endymion, 1953
- Jean de La Fontaine, Adonis, 1955, préface de Paul Valéry
- Oppian, Cynégétique, 1955, préface de Marguerite Yourcenar
- Jean Rostand, Le Bestiaire d’amour, 1958 En marge de cette édition, Trémois réalisa 100 monotypes grand format (peintures à l’encre d’imprimerie, pressées dans les ateliers Lacourière-Frélaut).
- Henry de Montherlant, Le Cardinal d’Espagne, 1960
- L'Apocalypse de Saint Jean, 1961 Livre en participation avec Bernard Buffet, Salvador Dalí, Leonor Fini, Foujita, Georges Mathieu et Zadkine.
- Ovide, L’Art d’aimer, 1962
- André Suarès, Sienne, 1963
- La Fontaine, Cent Fables, Sélection du Reader's Digest, Paris, Montréal, 1963
- Henry de Montherlant, La Guerre civile, 1964
- Galileo Galilei, 1965 (hommage à Galilée)
- Jean Giono, Naissance de l’Odyssée et En marge du périple d’Ulysse, 1966
- Ovide, Les Métamorphoses, 1969
- Verlaine, Parallèlement, 1969
- Les Mythologies, 1970, préface de Michel Tournier
- Jean Rostand, Les Limites de l’humain, 1971
- Le Livre d’Eros, 1971
- Le Bestiaire solaire, 1974 (hommage aux caractères de l’Imprimerie nationale)
- Frédéric Nietzsche, Le Chant de la nuit, 1976, préface de Georges Mathieu
- Federico Fellini/Trémois, Môa Le Clown, 1984
- Un Dieu désordonné, 1985 (hommage à Albrecht Dürer) préface de Trémois
- Yves Christen, Griffures et Morsures, 1988
- Des petites filles modèles, 1990 (hommage à Lucas Cranach), préface de Trémois
- Brouillons sans culture, 1998, texte-préface de Trémois ; livre comportant 100 gravures

### Expositions collectives
- 1957 : Comité national de livre illustré français, « Les Chefs-d'œuvre des illustrateurs français contemporains (Jean-Gabriel Daragnès, Albert Decaris, Bernard Buffet, Michel Ciry, Gabriel Dauchot, Jacques Houplain, André Minaux, Pierre-Yves Trémois) », musée-bibliothèque de Toulon.
- 1977 : Les cinquante derniers Grands Prix de Rome, musée Picasso, Antibes.
- 1992 : « De Bonnard à Baselitz - dix ans d'enrichissements du cabinet des estampes, 1978-1988 », Bibliothèque nationale de France[9].

### Créations et expositions personnelles
- 1962 : Galerie Isy Brachot, Bruxelles (peintures).
- 1970 : Galerie Argos, Nantes (peintures).
- 1971 : Galerie des Peintres-Graveurs, Paris (gravures).
- 1972 : Galerie Maurice Garnier, Paris : « L’Or » (objets gravés dans l’or, peintures, dessins, monotypes). Galerie Synthèse, Anvers.
- 1973 : Galerie Maurice Garnier, Paris : « L’homme et le singe » (peintures)[10].
- 1975 : Galerie Vision Nouvelle, Paris : rétrospective de l’œuvre gravé. Galerie Maurice Garnier, Paris : « Le dessinateur » (aquarelles).
- 1976 : Douze expositions en France (dont château de Vascœuil) et en Belgique. Galerie Lochte, Hambourg.
- 1977 :
  - Exposition rétrospective, Musée postal de Paris. À cette occasion, un timbre Le Visage à l’aigle est émis par l’administration des Postes. Il obtient le Francobollo d’Oro (« Timbre d'Or ») de Turin[11] ;
  - Réalisation d’une sculpture monumentale en bronze, « Énergies » (8 m x 3 m), pour la station du RER Châtelet-les Halles ;
  - Galerie Attali, Paris (18 sculptures en bronze : « Le Bestiaire fabuleux »).
- 1978 : Galerie Isy Brachot, Bruxelles : « Les repues » (peintures, sculptures). Galerie des Arcades, Luxembourg.
- 1979 : Participation à une exposition itinérante de sculptures au Japon.
- 1980 : One man show à la FIAC, Paris : « Pour en finir avec le singe » (peintures).
- 1981 :
  - Exposition BP, Anvers (peintures, sculptures) ;
  - Réalisation de 2 timbres (Paris et France) ;
- 1982 : Rétrospective au musée Isetan à Tokyo, suivie d’une exposition itinérante dans les principaux musées du Japon.
- 1983 :
  - Création de dix bijoux-médailles pour la Monnaie de Paris ;
  - Galerie Moyon-Avenard, Nantes (peintures, sculptures).
- 1984 : Rétrospective à la Monnaie de Paris. Exposition Acropolis de Nice.
- 1986 : Galerie Moyon-Avenard, Nantes (peintures). Maison de la culture de Metz (peintures, sculptures).
- 1987 :
  - Réfectoire des Jacobins de Toulouse (peintures) ;
  - Création des épées d’académiciens de Mstislav Rostropovitch et d’André Bettencourt
  - Exposition « L’or et son mythe », Grand Palais, Paris.
- 1989 : Création de bijoux.
- 1991 : Exposition « Les Ors de Trémois » à la Monnaie de Paris.
- 1992 : Série de peintures et dessins.
- 1993 : Espace Cardin, Paris (peintures, sculptures, gravures). Crédit Mutuel de Bretagne.
- 1994 :
  - Création et réalisation de 100 céramiques à Vallauris ;
  - Médaille de Gandhi pour l’Unesco.
- 1995 : Galerie Sassi-Milici, Vallauris (céramiques, sculptures).
- 1996 : Exposition Palais de l’Europe, Menton (peintures, sculptures, céramiques).
- 1995 à 1997 : Réalisation de sculptures en bronze.
- 1997 : Exposition à l'Espace Châtelet-Victoria, Paris (28 sculptures et 100 céramiques).
- 2002 : Création d’un trophée pour l’Opéra de Paris.
- 2004 : Exposition au château de Chenonceau (peintures, sculptures, gravures, monotypes).
- 2005 : Espace Châtelet-Victoria (40 visages et Le Cabinet érotique).
- 2006 : Peintures monumentales pour la Chapelle des Corps (800 cm x 730 cm)
- 2007 :
  - Émission sur Canal Académie : « Trémois à grands traits » par Monelle Hayot ;
  - Série de peintures (nus avec calligraphies, peinture monumentale sur bois « Apesanteur », 255 × 715 cm).
- Octobre 2019 : Trémois, rétrospective, réfectoire des Cordeliers et musée d'histoire de la médecine, Paris[12].

## Distinctions

### Décorations
Pierre-Yves Trémois est nommé au grade de chevalier dans l'ordre national de la Légion d'honneur en 1987 puis fait chevalier le 26 janvier 1988. Il est promu au grade d'officier dans l'ordre le 30 janvier 2008 au titre de « graveur, membre de l'Académie des beaux-arts » puis fait officier de l'ordre.
Il est commandeur de l'ordre des Arts et des Lettres.

### Prix
- Grand prix de Rome de peinture, 1943

### Société savantes
- Membre de l’Académie de dessin de Florence[2], 1963
- Membre du Comité national du livre contemporain, 1965
- Membre du Comité national de la gravure française
- Membre du Comité national du livre illustré français[2]
- Membre de l'Académie royale flamande de Belgique des sciences et des arts, 1971[2]
- Membre de l’Académie des beaux-arts (Institut de France)[14], 1978 Élu au fauteuil Paul Lemagny, dans la section de gravure; lors de sa réception, avec un discours d’Albert Decaris[15], il reçoit son épée, un sabre de samouraï avec une lame du XVe siècle ornée de deux plaques d’or sur lesquelles il a gravé ces mots : « La ligne est mon partage[16]. »
Il est le doyen d'élection (à partir de 2012) et le doyen d'âge (à partir du 25 mars 2014) de l'Académie.

## Critique
« Refusant l'adhésion à un quelconque mouvement contemporain, ce peintre indépendant maintient avec autorité un style classique où il se distingue par un graphisme sobre, d'une grande pureté, et par une constante fidélité au sujet - projetant néanmoins ses figures humaines sur des formes protoplasmiques, il fait coexister ainsi plusieurs échelles de grandeur. »

— Les Muses, encyclopédie des arts

« Attiré par le corps humain, les visages, le monde animal (singes, insectes, escargots et crapauds) et l'univers scientifique contemporain, Trémois propose, à partir de ces thèmes, des variations et des méditations sur les étreintes amoureuses, l'homme confronté avec son double intérieur : le singe, ou les relations retrouvées macrocosme-microcosme à l'ère d'Einstein, de Teilhard de Chardin et de Jacques Monod. »

— Pierre-André Touttain

## Collections publiques
- Le département des estampes et de la photographie de la Bibliothèque nationale de France possède un œuvre très fourni de l'artiste, avec plusieurs centaines de pièces sous trois cotes[18],[19],[20],[9].

## Pour approfondir